# Lesní Hluboké
Lesní Hluboké je obec v okrese Brno-venkov v Jihomoravském kraji. Rozkládá se v Křižanovské vrchovině, na okraji přírodního parku Údolí Bílého potoka. Žije zde 278 obyvatel.

## Historie
První písemná zmínka o obci pochází z roku 1395.

## Obyvatelstvo
| Rok            | 1869 | 1880 | 1890 | 1900 | 1910 | 1921 | 1930 | 1950 | 1961 | 1970 | 1980 | 1991 | 2001 | 2011 | 2021 |
| -------------- | ---- | ---- | ---- | ---- | ---- | ---- | ---- | ---- | ---- | ---- | ---- | ---- | ---- | ---- | ---- |
| Počet obyvatel | 221  | 225  | 227  | 235  | 224  | 209  | 206  | 192  | 209  | 194  | 198  | 186  | 161  | 202  | 288  |
| Počet domů     | 28   | 31   | 34   | 36   | 42   | 37   | 40   | 53   | 54   | 53   | 50   | 64   | 66   | 84   | 105  |

Vývoj počtu obyvatel

## Pamětihodnosti
- Kaple svaté Anny
- Barokní rezidence rajhradských benediktinů, postavena v roce 1770
- Devět křížů
- Zřícenina hamru pod skálou Pecen – technická památka

## Doprava
Územím prochází dálnice D1 s exitem 168 Devět křížů. Zde se kříží se silnicí II/602 v úseku Ostrovačice - Velká Bíteš. Z této křižovatky také vede silnice III/00211 do obce.

## Galerie

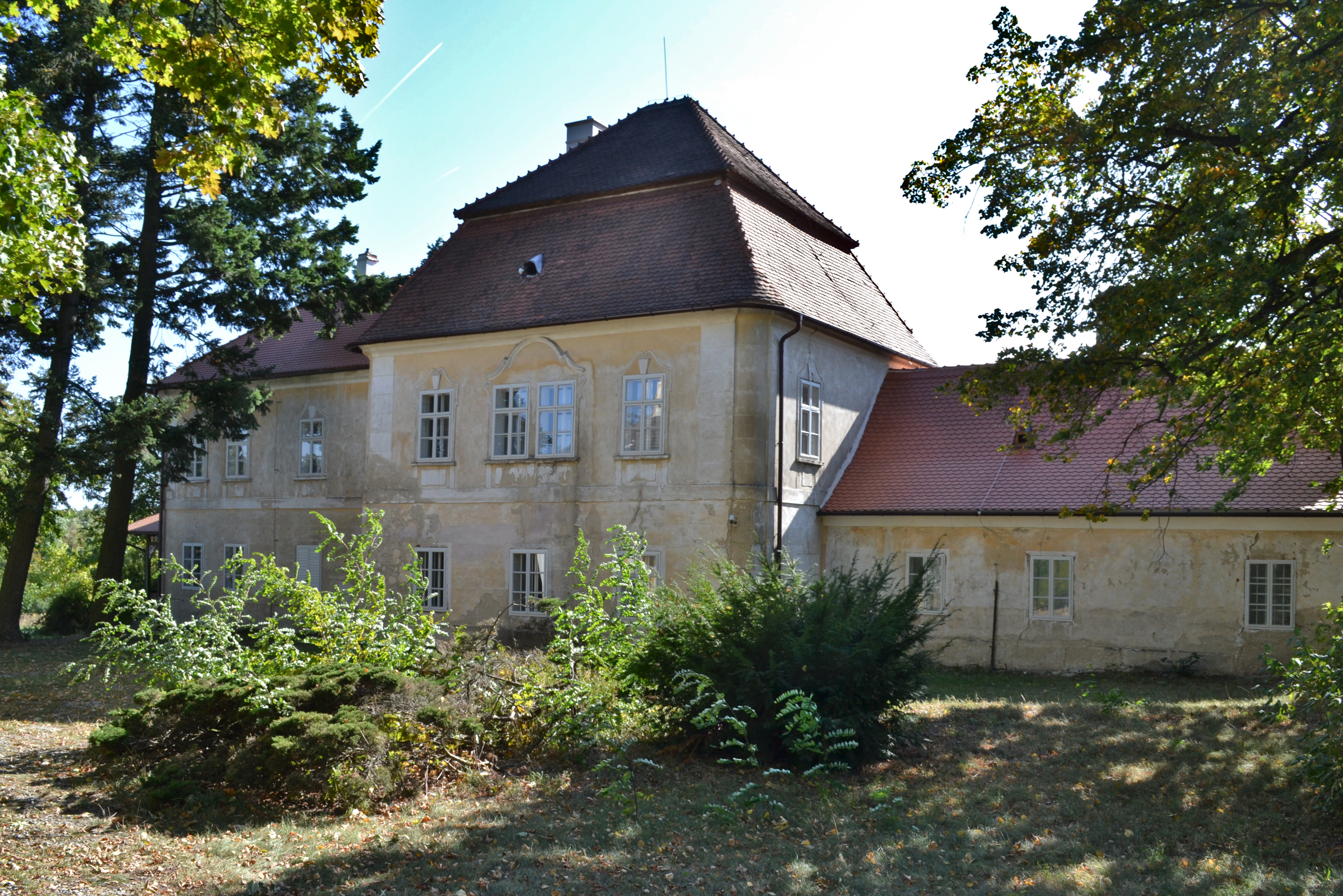
Zámek
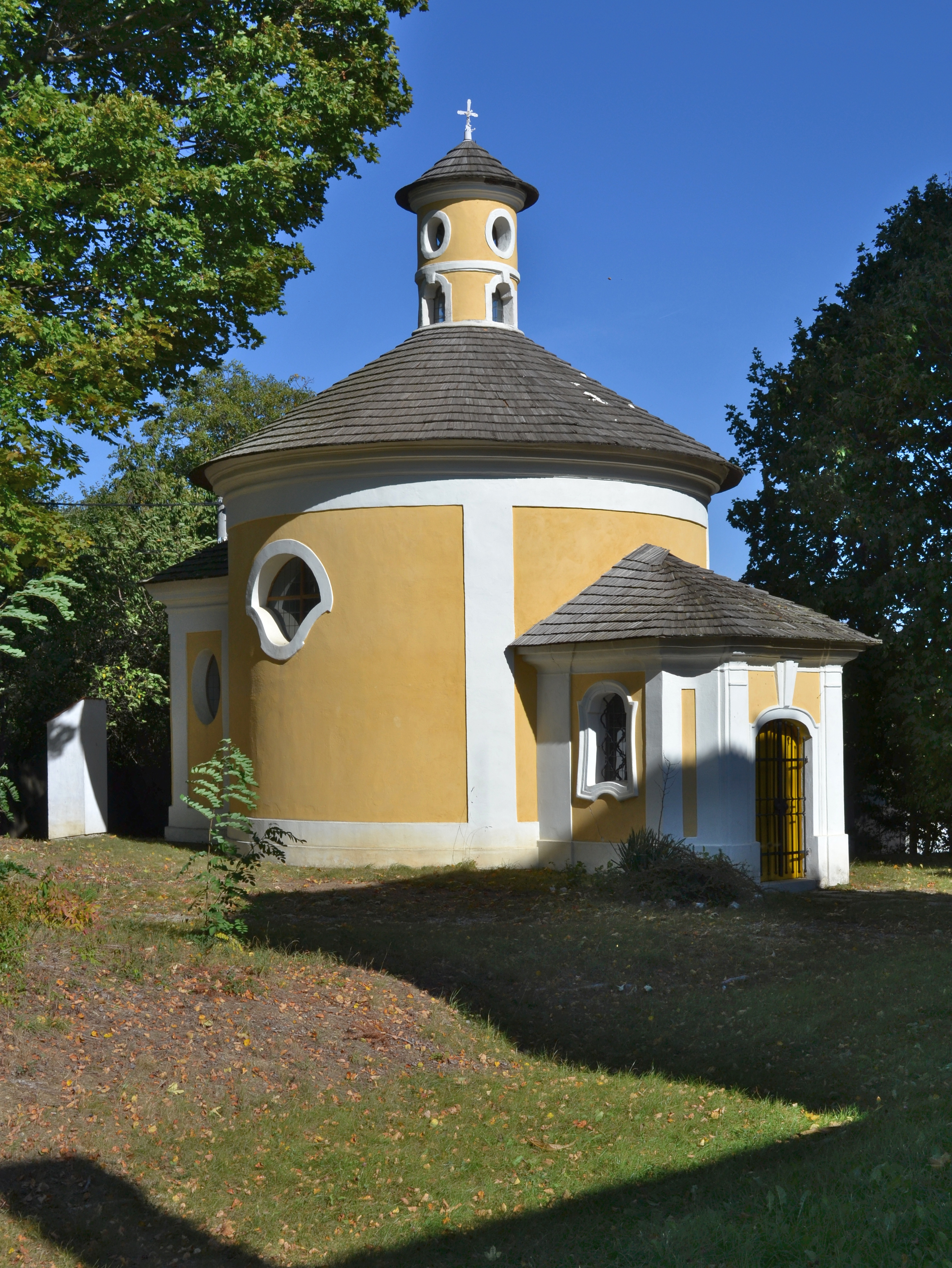
Kaple svaté Anny
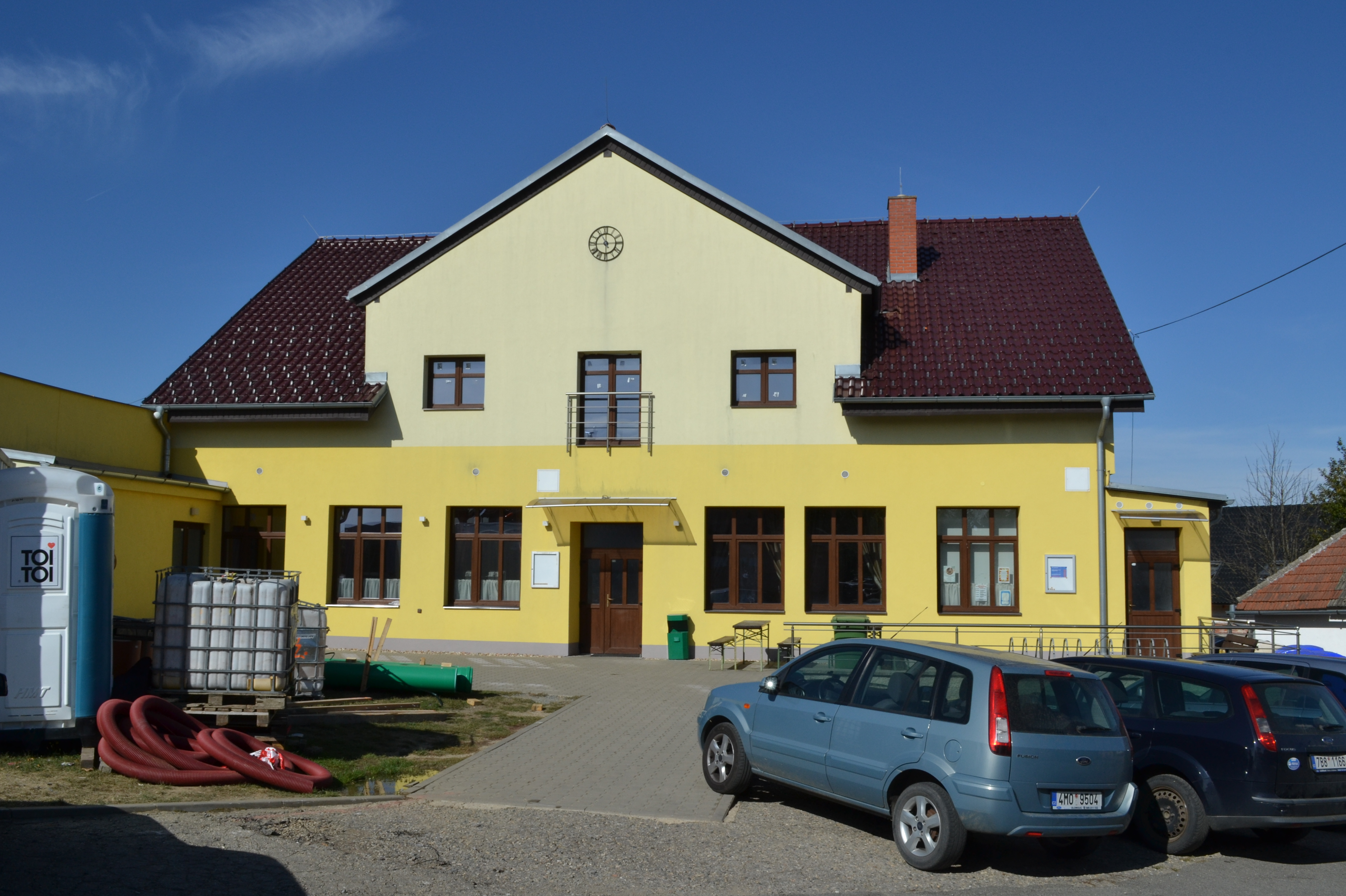
Obecní hospoda
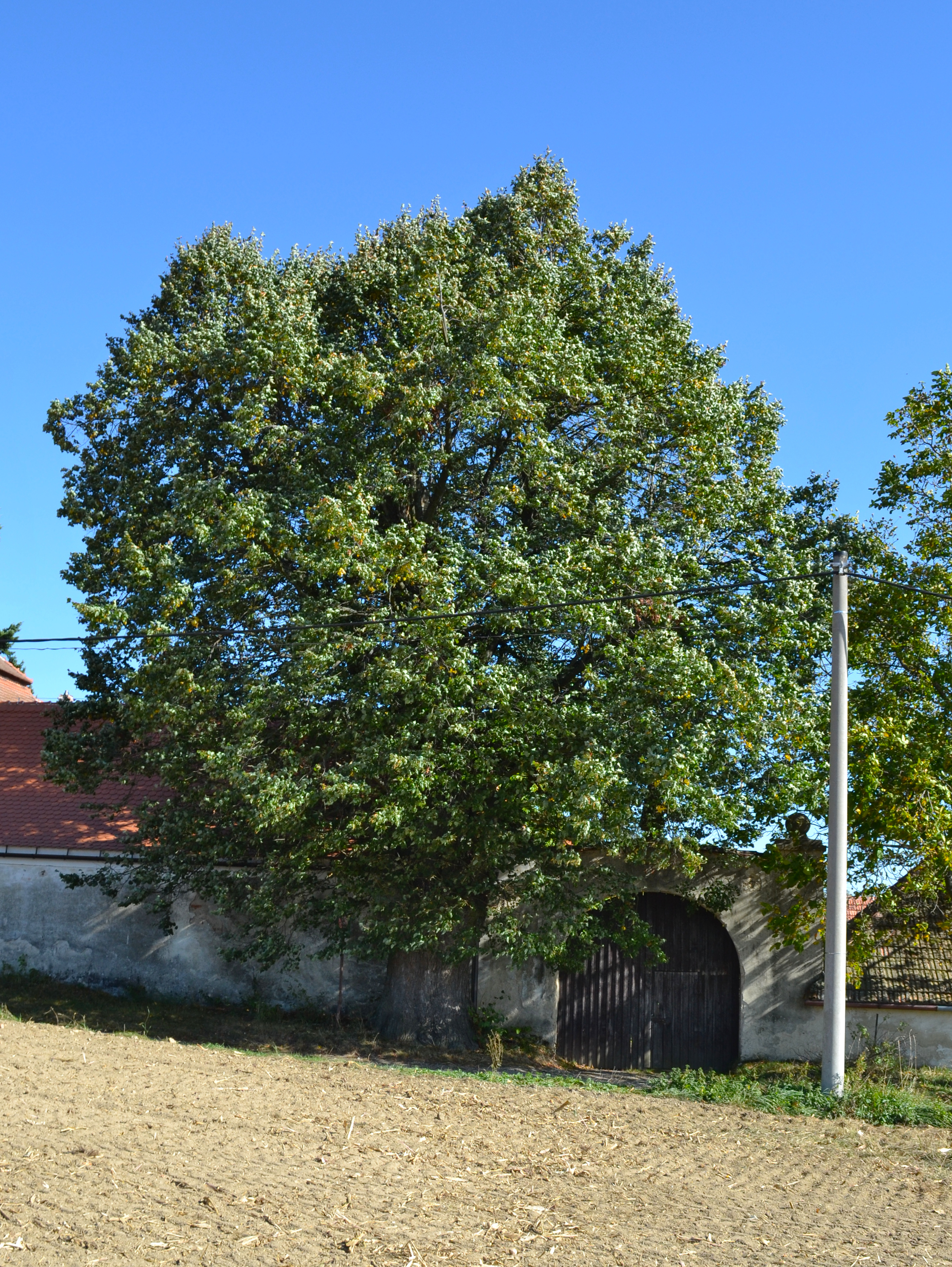
Památná lípa u zámku